# Јакоб Акерет
Јакоб Акерет (Цирих, 17. март 1898 — Киснахт, 27. март 1981) је био швајцарски ваздухопловни инжењер. Сматра се једним од највећих ваздухопловних стручњака у 20. веку. Био је професор на ЕТХ Цирих, а један од његових ученика је био Вернер фон Браун.